# Gigatitan
Gigatitan (лат.) — вымерший род титаноптер, обитавших в Кыргызстане в триасовом периоде. Типовой вид — Gigatitan vulgaris, описанный Александром Шаровым в 1968 году. Окаменелости Gigatitan найдены в формации Мадыген.

## Описание
Крупное насекомое, у типового вида G. vulgaris размах крыльев до 40 см. Площадь заднего крыла близка к современным крупным прямокрылым Pseudophyllanax imperialis, но, несмотря на большие крылья, расчётная масса туловища Gigatitan составляет 150 % от вышеназванного вида. Это заставляет предположить, что насекомое не умело летать, но, возможно, могло планировать. При жизни Gigatitan был хищником, похожим на богомола: его передние лапы тоже увеличены и снабжены шипами для захвата добычи. На крыльях расположены тёмные поперечные полосы, схожие с таковыми у дневного богомола Blepharopsis mendica. Кроме того, крылья Gigatitan могли производить вспышки, что возможно только в дневных условиях, и, возможно, использовалось для защиты от хищников. Такие характеристики означают, что Gigatitan вёл дневной образ жизни. Как и у других титаноптер, на передних крыльях Gigatitan имеются заметные рифлёные области, которые могли использоваться для стридуляции, но, в отличие от сверчков и кузнечиков, у Gigatitan и самцы, и самки обладали крыльями для стридуляции. У яйцеклада Gigatitan имелись острые режущие гребни, которые использовались, вероятно, для вырезания отверстий в растительном материале для откладки яиц, как это делают современные прямокрылые.